# Кобиляне
Кобиляне е село в Южна България. То се намира в община Кърджали, област Кърджали.

## География
Село Кобиляне се намира в планински район. Близо до язовир Кърджали.

## Население
Численост и дял на етническите групи според преброяването на населението през 2011 г.:
|                     | Численост | Дял (в %) |
| Общо                | 278       | 100,00    |
| Българи             | 0         | 0,00      |
| Турци               | 260       | 93,52     |
| Цигани              | 0         | 0,00      |
| Други               | 0         | 0,00      |
| Не се самоопределят | 0         | 0,00      |
| Неотговорили        | 17        | 6,11      |

## Културни и природни забележителности
Селото е много близо до язовир Кърджали.

## Редовни събития
Съборът на селото се провежда на 2 май. 